# Erik Steen (musiker)
Per Erik Steen, född 27 december 1962, är en svensk flamenco-musiker (gitarrist). Han började sin musikaliska karriär som trumslagare (jazz) men övergick senare till gitarr.
Steen driver det egna produktionsbolaget Piedra Music Production.

## Diskografi i urval
- 1992 – Por Donde Me Lleva El Ritmo, Rub-A-Dub Records
- 1995 – Entre Atardecer y Amanecer, Rub-A-Dub Records
- 1997 – Aurora Boreal, Fairground
- 2010 – Una guitarra y nueve cuentos, Piedra Music
- 2017 – Entre Dos Mundos (med Ellen la Loba Pontara), Do Music Records